# Galium emeryense
Galium emeryense là một loài thực vật có hoa trong họ Thiến thảo. Loài này được Dempster & Ehrend. mô tả khoa học đầu tiên năm 1977.